# Municipio Colcapirhua
Das Municipio Colcapirhua ist ein Verwaltungsbezirk im Departamento Cochabamba im südamerikanischen Anden-Staat Bolivien.

## Lage im Nahraum
Das Municipio Colcapirhua ist eines von fünf Municipios der Provinz Quillacollo. Es grenzt im Westen an das Municipio Quillacollo, im Süden und Osten an die Provinz Cercado und im Norden an das Municipio Tiquipaya.
Zentraler und einziger Ort des Municipios ist Colcapirhua mit 51.896 Einwohnern (Volkszählung 2012) im westlichen Teil des Municipios.

## Geographie
Das Municipio Colcapirhua liegt auf der Hochebene von Cochabamba im Übergangsbereich zwischen der Anden-Gebirgskette der Cordillera Central und dem bolivianischen Tiefland. Das Klima der Region ist ein subtropisches Höhenklima, das im Jahresverlauf mehr durch Niederschlagsschwankungen als durch Temperaturunterschiede geprägt ist.
Der Jahresniederschlag liegt bei 450 mm (siehe Klimadiagramm Cochabamba) und weist eine deutliche Trockenzeit von April bis Oktober auf. Die Jahresdurchschnittstemperatur liegt bei knapp 18 °C, die Monatsdurchschnittswerte schwanken zwischen 15 und 20 °C (siehe Klimadiagramm Cochabamba), die Tageshöchstwerte erreichen zu allen Jahreszeiten 25 bis 30 °C.

## Bevölkerung
Die Einwohnerzahl ist 1992 und 2024 auf das Dreifache angestiegen:
| Jahr | Einwohner | Quelle       |
| ---- | --------- | ------------ |
| 1992 | 22.219    | Volkszählung |
| 2001 | 41.980    | Volkszählung |
| 2012 | 51.896    | Volkszählung |
| 2024 | 66.235    | Volkszählung |

Die Bevölkerungsdichte des Municipios bei der letzten Volkszählung von 2024 betrug 2.284 Einwohner/km², der Anteil der städtischen Bevölkerung war 100 Prozent, die Lebenserwartung der Neugeborenen im Jahr 2001 lag bei 66,2 Jahren.
Der Alphabetisierungsgrad bei den über 19-Jährigen beträgt 92,5 Prozent, und zwar 97,8 Prozent bei Männern und 87,8 Prozent bei Frauen (2001).

## Politik
Ergebnis der Regionalwahlen (concejales del municipio) vom 4. April 2010:
| Wahlberechtigte |  | Stimmen | gültig |  | MAS-IPSP | UNE    | CO.U   | COLCA  | MSM   | CG    | MNR   |
| --------------- |  | ------- | ------ |  | -------- | ------ | ------ | ------ | ----- | ----- | ----- |
| 27.895          |  | 24.466  | 19.437 |  | 6.375    | 4.498  | 3.885  | 2.884  | 827   | 551   | 417   |
|                 |  | 87,7 %  | 79,4 % |  | 32,8 %   | 23,1 % | 20,0 % | 14,8 % | 4,3 % | 2,8 % | 2,1 % |

Ergebnis der Regionalwahlen (elecciones de autoridades políticas) vom 7. März 2021:
| Wahl- berechtigte |  | Wahl- beteiligung | gültige Stimmen |  | MAS-IPSP | SÚMATE  | MTS    | C-A    | UNIDOS.CBBA | SOMOS  | FPV    |
| ----------------- |  | ----------------- | --------------- |  | -------- | ------- | ------ | ------ | ----------- | ------ | ------ |
| 41.179            |  | 35.900            | 32.838          |  | 12.456   | 10.922  | 3.265  | 2.662  | 2.100       | 569    | 356    |
|                   |  | 87,18 %           | 91,47 %         |  | 37,93 %  | 33,26 % | 9,94 % | 8,11 % | 6,40 %      | 1,73 % | 1,08 % |

## Gliederung
Das Municipio Colcapirhua ist nicht weiter in Kantone (cantones) untergliedert.

## Ortschaften im Municipio Colcapirhua
- Kanton Colcapirhua
  - Colcapirhua 51.896 Einw.